# Germain Bicoumat
Germain Bicoumat, né le 20 avril 1906 à Mpita dans le département du Kouilou, et mort en 1993, est un homme politique et un diplomate congolais. 

## Biographie

### Études et carrière administrative
Après des études primaires dans une école élémentaire publique et plus tard au sein de l'école de la mission catholique à Loango, Germain Bicoumat se lance très rapidement dans la vie active en devenant directeur comptable dans une société de négoce. 
Il rejoint le service public, à la fin de l'année 1930, d'abord à la direction des travaux publics puis comme comptable au sein du Chemin de fer Congo-Océan (CFCO). 
Il devient ensuite chef du service maritime à Pointe-noire puis est promu à la tête du Secrétariat de la direction générale des travaux publics de Brazzaville. Plus tard, il est à la tête du chemin de fer Congo-Océan et enfin Président de l'"Agence transéquatoriale des communications " (ATEC).
En octobre 1943, il sert dans l'armée française. Il est libéré en 1945 avec le grade de caporal.
En 1958, il devient responsable de la fonction publique congolaise, puis conseiller municipal de la municipalité brazzavilloise.

### Carrière diplomatique et politique
En 1946, Germain Bicoumat est un membre fondateur et leader de l'aile gauche du Parti progressiste congolais de Jean Félix-Tchicaya, le premier parlementaire congolais à l'Assemblée constituante française. Il y côtoie le futur président Alphonse Massambat Debat. Il devient Secrétaire général de ce parti et du Comité régional de Kouilou. Il a également été membre du Conseil municipal de Pointe-Noire.
Avec l'avènement du régime de Fulbert Youlou, entre 1960 et 1962, l'ancien poulain de Tchicaya est nommé  ministre délégué à la Présidence de la République, chargé des travaux publics et de l'Office du Kouilou et des relations avec l'ATEC (Agence transéquatoriale des communications),, qui deviendra plus tard l'Agence transcongolaise des communications (ATC).
Germain Bicoumat est nommé ministre de l'intérieur et de l'information au sein du premier gouvernement d'Alphonse Massamba-Debat. Il est toutefois démis de cette fonction ministérielle et rétrogradé au poste de président-délégué de la marine marchande, à cause de la modération de ses opinions politiques. Il occupera de nouveau brièvement cette fonction ministérielle lors de la présidence de Marien Ngouabi. Mais sa modération précipitera son éclipse politique.
Concernant sa carrière diplomatique, en avril 1966, il est nommé ambassadeur en République démocratique allemande (RDA), puis en avril 1969, ambassadeur en République fédérale d'Allemagne (RFA) avant de prendre sa retraite.

## Chasse aux sorcières
Du 10 au 12 février 1965, lors de la Conférence de Nouakchot portant création de l'OCAM (Organisation commune africaine et malgache), M. Germain Bicoumat, ministre de l'Intérieur et délégué du Congo-Brazzaville, fait circuler parmi les chefs d'État, un texte intitulé "Complot contre le Congo-Brazzaville". Ce document détaille un plan que Moïse Tshombé aurait mis au point, lors de son dernier séjour en Europe, pour diviser les deux Congo en quatre républiques. La première englobant le Congo-Brazzaville, serait dirigée par Fulbert Youlou, la seconde lumumbiste, la troisième confiée à Tshombé et la quatrième à M. Albert Kalondji au sein d'un ensemble confédéral. Ce plan aurait été inspiré par les Belges et les Portugais et prévoyait l'assassinat des principaux dirigeants de Brazzaville.
Les autorités ont donc pris des mesures à l'encontre des certaines personnalités soupçonnées de complicité avec les promoteurs du complot: M. Joseph Pouabou, président de la Cour suprême, M. François-Luc Makosso, ancien député déchu de son mandat et ministre de la justice, M. Lazare Matsocota, Pascal Ockiemba-Morlende, ancien garde des sceaux et le Dr Bernard Galiba, ministre d'État, chargé de la Santé publique. Plusieurs ministres et anciens ministres se sentant menacés se sont mis sous la protection de la gendarmerie.

## Hommages
L'avenue reliant l'avenue Charles de Gaulle à celle de Loango dans le centre-ville de Pointe-Noire porte son nom, ainsi qu'.une école primaire publique dans le quartier de Mpita.